# Czarnowski

Herb Czarnowski

Herb Czarnowski I a

Herb Czarnowski II

Czarnowski (Wika-Czarnowski, Sas odmienny) – kaszubski herb szlachecki, według Przemysława Pragerta odmiana herbu Sas.

## Opis herbu
Herb występował przynajmniej w trzech wariantach. Opisy z wykorzystaniem zasad blazonowania, zaproponowanych przez Alfreda Znamierowskiego:
Czarnowski I (Wika-Czarnowski, Sas odmienny): W polu czerwonym nad półksiężycem złotym z twarzą strzała srebrna na opak między dwiema takimiż gwiazdami w pas. Klejnot: nad hełmem w koronie gwiazda srebrna. Labry: czerwone, podbite złotem.
Czarnowski I a (Sas odmienny): W polu błękitnym nad półksiężycem srebrnym z twarzą strzała złota. Klejnot: nad hełmem w koronie gwiazda srebrna. Labry: błękitne, podbite srebrem.
Czarnowski II (Wika-Czarnowski, Sas odmienny): W polu błękitnym nad półksiężycem złotym z twarzą takaż strzała między dwiema gwiazdami złotymi w pas. Klejnot: nad hełmem w koronie ramię zbrojne, wzniesione do cięcia, na pięciu piórach strusich. Labry: błękitne, podbite złotem.

## Najwcześniejsze wzmianki
Wszystkie warianty wymieniane przez Nowego Siebmachera. Wariant pierwszy dodatkowo wymieniają Ledebur (Adelslexikon der preussichen Monarchie von...) oraz Atanazy Wika-Czarnowski (Historia rodu Czarnowskich).

## Rodzina Czarnowskich
Czarnowski to popularne na Pomorzu nazwisko szeroko rozrodzonej szlachty. Pochodzi ono od wsi Czarnowo koło Brus. Rodzina notowana od 1570 (wzmianka o właścicielach wsi: Matthias Rumel, dwóch Johannesów, Gregorius, Bartholomaeus, Woiczech, Urbanus Czarnowscy oraz Urbanus Czabinski i Matthias Wnuck). Nazwiska Rumel i Wnuk uważano w latach późniejszych za przydomki Czarnowskich, chociaż zarówno Rumel i Wnuk jak i Czabiński to przedstawiciele zapewne oddzielnych rodzin. W latach 1694, 1747, 1754 odnotowywano Dolnych-Czarnowskich, a w 1648 Dolny jako samodzielne nazwisko. W latach 1600, 1602 i 1621 odnotowano Maczka-Czarnowskich. Niewykluczone, że wspomniany wcześniej Rumel był w rzeczywistości pochodzenia obcego; istniała niemiecka rodzina Rumel w Kurlandii. Rumel-Czarnowskich odnotowywano oprócz 1570 stale począwszy od 1609. Uklej-Czarnowscy byli notowani w 1626, 1772. Najbardziej znani są Wika-Czarnowscy, notowani od XVII wieku (po raz pierwszy w 1609, później 1612, 1614, 1621, 1622, 1626, Johannes de Wika-Czarnowski). Rodzina ta, oprócz działu w Czarnowie, posiadała też działy we wsiach: Półczno, Osława Dąbrowa i Czarna Dąbrowa. Członkowie rodu są znani aż po współczesność. Istnieją wzmianki z następujących lat: 1745 (Piotr, Marcin, Kazimierz Wilhelm Wika-Czarnowscy), 1759-1812 (Jakub Wilhelm von Czarnowski, pułkownik pruski, zmarły w czasie odwrotu spod Moskwy), 1869 (Adolf, Rudolf Wika-Czarnowscy). Synowie Rudolfa zapisali się w historii Pomorza. Alojzy Wika-Czarnowski (1874-1961), nauczyciel i działacz społeczny, oraz Anastazy Wika-Czarnowski (1877-1940), autor monografii o historii rodziny, naczelnik urzędu Pocztowego nr 1 w Gdańsku, rozstrzelany przez Niemców w 1940. Z Wika-Czarnowskich wywodzili się jeszcze: Ausgustyn (1809-1876), ksiądz, działacz społeczny, organizator Banku Ludowego w Brusach, agitator Powstania Styczniowego na tych terenach, jego bratanek tego samego imienia (1861-1934), dentysta, społecznik, homeopata, wydawca Przewodnika Zdrowia oraz Maksymilian (1841-1899), ksiądz, działacz patriotyczny. Od końca XVIII wieku znana jest gałąź Weiss (Wys)-Czarnowskich (1772, Józef Weiss-Czarnowski). Gałąź ta ma być jednego pochodzenia z Witkami. Notowani są także Złosz-Czarnowscy (1746, 1752), mieszkający w Czapiewicach, być może przejęli przydomek od Czapiewskich. Czarnowscy, ale bez przydomków notowani są w innych wsiach kaszubskich: Barchnowo, Piesienica, Turowo, Koziczkowo, Mściszewice, Pałubice, Pobłocie, Puzdrowo, Żuromino, Glincz. W 1772 wymieniani są Jakub Czarnowski z Osowa, Józef Czarnowski z Piesienicy, Antoni Czarnowski, bernardyn z klasztoru koło Człuchowa. Od nazwiska Czarnowski pochodzić ma Karnowski. Tego nazwiska był Jan Karnowski, poeta i działacz kaszubski.

## Herbowni
Czarnowski (Carnowski, Ciarnowski, Czarnowsky, Karnowski). Rodzina używała ponadto przydomków: Rumel, Wnuk, Dolny, Maczka (Maszka), Mądry, Nadolny, Uklej (Ukleja), Weiss (Wys, Wyt), Wika, Witk (Witek) i Złosz.
Herb Czarnowski w wariancie podstawowym używany był przez Wika-Czarnowskich w XVIII-XIX stuleciu. Wariant Ia zanotowano jako herb Czarnowskich osiadłych w XIX wieku w Księstwie Nassau, a później w prowincji Hessen-Nassau. Wariant II przypisywano Czarnowskim bez określenia gałęzi rodziny. Rumel-Czarnowscy mogli używać herbu Czarnowski III.
Czarnowskich z Kaszub mylono z Czarnowskimi z Mazowsza, herbu Grabie i przypisywano im ten herb. Czarnowscy bez przydomka i Nadolny-Czarnowscy używali w XVI wieku herbu Pobóg (1570, Wojciech Czarnowski). Weiss-Czarnowscy i niektórzy Wika-Czarnowscy mieli używać herbu Sas, nie wiadomo czy z odmianą.